# Aaron Burckhard
Aaron Burckhard, född den 14 november 1963 i Oakland, Kalifornien i USA, är en amerikansk musiker som är mest känd för att ha varit grungebandet Nirvanas första trummis. Burckhard gick med i bandet tidigt under 1987, men var tvungen att lämna Nirvana i december 1987 och medverkade inte på något av bandets studioalbum. Burckhard ska ha haft en våldsam natur och var ofta i slagsmål. Ett annat klagomål som framkommit om honom var att han inte tog sin roll i Nirvana seriöst utan han kunde strunta i att dyka upp när bandet skulle repa, vilket gjorde Cobain rasande. Droppen som fick bägaren att rinna över ska ha varit att Burckhard fick Cobains bil konfiskerad efter att han hade blivit arresterad för att ha slagits med en polis. Han ersattes av The Melvins trummis Dale Crover.
Efter Nirvana har Burckhard spelat med Attica (åtminstone under 2005) och med Screaming Sons of... (åtminstone under 2011).